# Глуховщина (Минская область)
Глухо́вщина (бел. Глухо́ўшчына) — деревня в составе Станьковского сельсовета Дзержинского района Минской области Белоруссии.
Находится в 6 километрах от Дзержинска, 51 километре от Минска и в 6 километрах от железнодорожной станции Койданово.

## История
Была основана в начале XVIII века в Минском повете Минского воеводства ВКЛ. В 1712 году упоминается как фольварк Глуховщина. С 1793 года в Койдановской волости Минского уезда Российской империи. В 1800 году насчитывалось 4 двора, 39 жителей. Владение Радзивиллов.
В середине XIX века принадлежала государству, в составе имения Койданово и Полоневицкой сельской громады. В 1870 году в деревне проживало 10 душ мужского пола. В 1897 году имелось 13 дворов, проживало 103 жителя.
В 1917 году — 21 двор, 142 жителя. С 9 марта 1918 года в составе провозглашённой Белорусской Народной Республики, однако фактически находилась под контролем германской военной администрации. С 1 января 1919 года в составе Советской Социалистической Республики Белоруссия, а с 27 февраля того же года в составе Литовско-Белорусской ССР, летом 1919 года деревня была занята польскими войсками, после подписания рижского мира — в составе Белорусской ССР.
В 1919 году в Глуховщине была открыта начальная школа, в которой в 1925 году обучалось 46 учеников. В 1926 году тут проживает 127 жителя, насчитывалось 25 дворов. В 30-е годы деревня включена в объединённый колхоз имени Ворошилова, в деревне работали механическая и шерстяная мастерская. Колхоз обслуживался Койдановской МТС. В Великую Отечественную с 28 июня 1941 года по 7 июля 1944 года — под немецкой оккупацией, на фронте погибли 8 жителей деревни. В 1960 году проживали 124 жителя, Глуховщина входила в колхоз «Красное Знамя». В 1991 году здесь 20 хозяйств-дворов и 53 жителя.
30 октября 2009 года деревня передана из ликвидированного Ляховичского в Станьковский сельсовет. В 2009 году в составе филиала «Крион-Агро».

## Население
| Численность населения (по годам) | Численность населения (по годам) | Численность населения (по годам) | Численность населения (по годам) | Численность населения (по годам) | Численность населения (по годам) | Численность населения (по годам) | Численность населения (по годам) |
| 1800                             | 1897                             | 1917                             | 1926                             | 1960                             | 1991                             | 1999                             | 2004                             |
| -------------------------------- | -------------------------------- | -------------------------------- | -------------------------------- | -------------------------------- | -------------------------------- | -------------------------------- | -------------------------------- |
| 39                               | ↗103                             | ↗142                             | ↘127                             | ↘124                             | ↘53                              | ↘34                              | ↘25                              |
| 2010                             | 2017                             | 2018                             | 2020                             |                                  |                                  |                                  |                                  |
| ↗28                              | ↘19                              | ↗20                              | ↘19                              |                                  |                                  |                                  |                                  |